# Partido di Bolívar
Il partido di Bolívar è un dipartimento (partido) dell'Argentina facente parte della Provincia di Buenos Aires. Il capoluogo è San Carlos de Bolívar.
Secondo il censimento del 2001 il partido contava una popolazione di 32.442 abitanti, con una diminuzione dell'1,09% rispetto al censimento del 1991.
Il partido comprende le seguenti località:
- San Carlos de Bolívar (24.094 ab. nel 2001)[2]
- Urdampilleta (2.524 ab.)
- Pirovano (1.536 ab.)
- Hale (206 ab.)
- Juan F. Ibarra (39 ab.)
- Paula (34 ab.)
- Mariano Unzué (28 ab.)
- Villa Lynch Pueyrredón (9 ab.)